# Серпень 2015
Серпень 2015 — восьмий місяць 2015 року, що розпочався в суботу 1 серпня та закінчився у понеділок 31 серпня.

## Події
- 31 серпня
  - Верховна Рада попередньо схвалила законопроєкт про внесення змін до Конституції України щодо децентралізації влади, що спричинило масові сутички під парламентом, загибель одного правоохоронця і поранення десятків[1]
- 29 серпня
  - NASA розпочало 365-ти денний експеримент по ізоляції людей в рамках підготовки місії на Марс. Шість осіб будуть рік знаходитися під постійним наглядом в приміщені 11 м діаметром без свіжого повітря та їжі[2].
- 28 серпня
  - NASA обрало наступний об'єкт до якого направиться New Horizons — астероїд 2014 MU69 поясу Койпера, до якого зонд дістанеться у 2019 році[3]
  - Українська збірна стала чемпіоном Європи з ракетомодельного спорту[4]
- 27 серпня
  - Україна досягла домовленості з комітетом кредиторів щодо реструктуризації і часткового списання боргів[5]
- 25 серпня
  - Російський суд виніс вирок у справі українського режисера Олега Сенцова та анархіста Олександра Кольченка, засудивши їх до 20 і 10 років позбавлення волі відповідно
- 24 серпня
  - Міжнародна космічна станція отримала необхідне постачання за допомогою безпілотного японського вантажного космічного корабля HTV-5. Попередні три спроби завести припаси на МКС були невдалими через падіння ракет[6].
  - Обвал китайського фондового ринку, який почався в липні, призвів до падіння біржових індексів по всьому світу[7]
- 22 серпня
  - Щонайменше 11 осіб загинуло від вибуху винищувача Hawker Hunter, який впав на дорогу під час авіашоу у Великій Британії[8] (англ.)
- 21 серпня
  - Китай оголошує правила регулювання досліджень та клінічної практики роботи зі стовбуровими клітинами, які дозволять дослідження офіційним установам, і спрямовані на пригнічення «чорного» ринку та неперевірених методик[9].
- 20 серпня
  - Прем'єр-міністр Греції Алексіс Ципрас подав у відставку
- 18 серпня
  - Управління продовольства і медикаментів США дозволило використання флібансерину — першого препарату-стимулятора жіночого лібідо[6].
- 17 серпня
  - У Маріуполі оголошено день жалоби за загиблими в Сартані[10].
- 16 серпня
  - В Індонезії впав літак ATR 42, всі 54 чоловіки, що знаходилися на борту, загинули[11].
  - Обстріл ринку в Думі — авіаційні удари по місту Дума, на північному сході від Дамаску (Сирія).
- 12 серпня
  - У китайському портовому місті Тяньцзінь прогриміли потужні вибухи, загинуло 112 людей, понад 700 отримали поранення[12][13]
  - Китайський юань падає другий день поспіль, така сильна девальвація відбулася вперше за останні 20 років[14]
- 10 серпня
  - Тайфун Сауделор пронісся над Тайванем та східним Китаєм, загинуло близько 29 людей, сотні поранених[15][16]
- 6 серпня
  - Опубліковані дані глобальної відмінності 256 геномів людей в 125 різних популяціях та геноми денисівської людини та неандертальця і встановлено, що 7,01 % геному варіабельний через різницю копій послідовностей[en] ДНК[17].
  - Новий Суецький канал офіційно відкрили в Єгипті[18]
- 5 серпня
  - Не магнітні метали, як мідь та манган, вдалося перетворити на деякий час на магнітні за кімнатної температури при розміщенні їх між тонкими шарами C60[19][20].
- 3 серпня
  - Вдалося створити 2мірний шар олова завтовшки у один атом, за будовою схожий на графен. Такий алотроп олова називається станеном[en][21].